# Astana Symphony Orchestra
Das Astana Symphony Orchestra (auch Sinfonieorchester der Staatlichen Philharmonie Astana) ist ein 1998 gegründetes Sinfonieorchester aus der kasachischen Hauptstadt Astana.

## Geschichte
Schon ein Jahr nachdem die Wahl auf Astana zur Hauptstadt Kasachstans fiel, wurde das Orchester gegründet. Die Idee kam von der Rektorin der staatlichen astanischen Universität der Künste Kasachstans, Aiman Mussakhajeva. Das Orchester gastiert hauptsächlich in Europa und den Ländern der früheren Sowjetunion. Neben dem üblichen Repertoire eines hauptstädtischen Orchesters repräsentiert es die verschiedenen Völker, Religionen und Weltanschauungen des kasachischen Staates und ist deren Symbol der friedlichen Koexistenz.

## Gastdirigenten (Auswahl)
- Saim Akçil
- Wolfgang Czeipek
- Fuat Schakirowitsch Mansurow
- Abzal Mukhitdinov
- Krzysztof Penderecki
- Saulius Sondeckis
- Wladimir Teodorowitsch Spiwakow